# Pietro Geremia
Pietro Geremia (Palermo, 10 agosto 1399 – Palermo, 3 marzo 1452), venerato come beato dalla Chiesa cattolica, fu un predicatore domenicano.

## Biografia
Nacque da una famiglia di aristocratici provenienti da Bologna. 
Compì i suoi primi studi nel convento di San Domenico, per voler del padre che era giudice della Regia Corte. A 18 anni, fu inviato a Bologna, dove studiò diritto civile preso lo "Studio". Tuttavia non completò mai gli studi: nel 1422, a pochi esami dalla laurea, decise di diventare domenicano nel locale convento, abbandonando gli studi contro la volontà del padre. Il suo noviziato fu portato a termine a Fiesole e quindi, nel 1424, fu ordinato sacerdote, prendendo la strada dell'insegnamento, per la quale viaggiò molto. Nel 1433 tornò a Palermo e, pochi anni dopo, venne nominato priore del convento di Santa Cita.
Fu molto apprezzato da papa Eugenio IV: da questi ricevette l'incarico di riformare il monastero domenicano di Santa Caterina e, successivamente, fu chiamato all'incarico di vicario generale dei conventi di rigida osservanza. Nel 1439, in occasione del Concilio di Firenze, fu chiamato a mediare fra la Chiesa greca e quella latina. Successivamente diventò visitatore apostolico nei conventi siciliani. A lui è attribuito un miracolo: nel 1444 conducendo in processione il Sacro Velo della Martire S. Agata fermò la furia della lava che minacciava Catania. Fece realizzare nuovi conventi e nel 1445 inaugurò l'Università degli Studi di Catania, con l'autorizzazione di Alfonso il Magnanimo.
Visse i suoi ultimi anni a Palermo, nel convento di Santa Cita.

## Culto
Fu beatificato nel 1784. Il suo corpo è conservato in un'urna di cristallo sotto la mensa dell'altare maggiore della chiesa di San Domenico. Molti dei suoi sermoni furono pubblicati postumi dall'editore bresciano Giacomo Britannico con il titolo Divinum Petri Hieremiae opus. La sua memoria liturgica si celebra il 25 Ottobre, ossia nell’anniversario della dichiarazione del Beato a Patrono civile di Palermo, avvenuta nel 1675 da parte del Senato Palermitano che lo proclamò “Avvocato e Patrono” della città e non nel dies natalis come avviene normalmente.